# Opozice v Ruské federaci

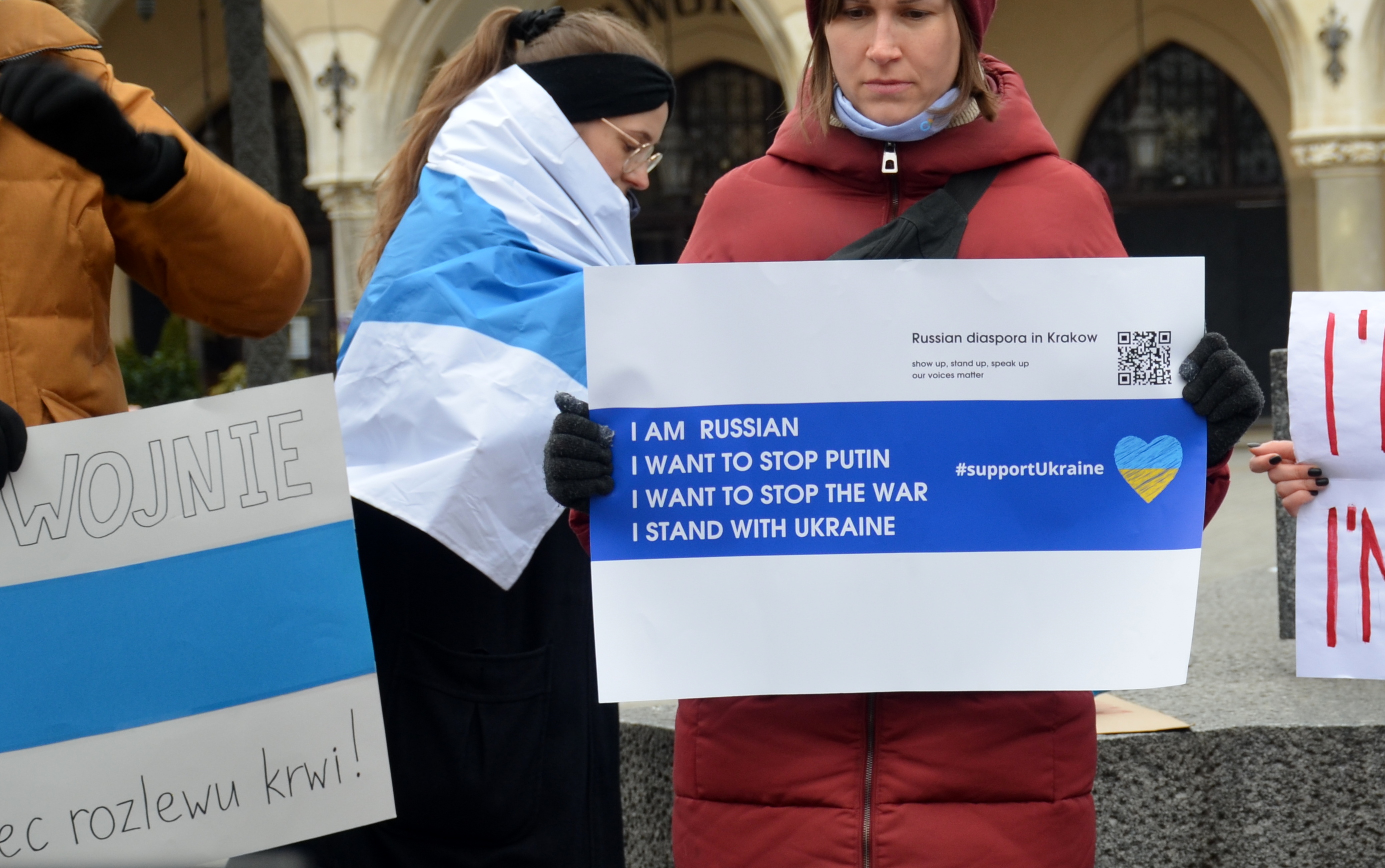
Bílo-modro-bílá vlajka používaná protiválečnými demonstranty a široce podporovaná ruskou opozicí, která jí označila za vlajku „Ruska budoucnosti“ jako parlamentní republiky

Ruská opozice zahrnuje mnoho politických stran, hnutí a skupin občanů, které se nepodílejí na vládě v Ruské federaci. Po celou dobu trvání Ruské federace je hlavní a nejsilnější opoziční silou Komunistická strana Ruské federace, která patří do tzv. „systémové opozice“, protože podporuje vládní politiku a režim prezidenta Vladimira Putina. Dalšími významnými opozičními stranami zastoupenými v parlamentu jsou Liberálně-demokratická strana Ruska a Spravedlivé Rusko. V 90. letech 20. století a prvních letech 21. století bylo v ruském parlamentu, dumě, zastoupeny další opoziční strany, např. Rodina, Lidová strana Ruské federace, Agrární strana Ruska.
Vedle parlamentní opozice existuje v Rusku řada malých a regionálních politických stran a hnutí. V Rusku fungují i antisystémové strany, skupiny a jednotlivci, kteří se domáhají zásadních změn politického vedení a rozhodování Ruska.

## Parlamentní opozice

### Opozice Borise Jelcina
Za prezidentství Borise Jelcina postupoval prezident a ruská vláda vůči opozici mimořádně násilně. Během ústavní krize roku 1993 nechala vláda rozstřílet opozici v parlamentu, Státní dumě, z tanků, přičemž zahynuly podle vládních zdrojů 142, podle opozičních mnohem více lidí.

## Neparlamentní opozice

### Opozice Vladimira Putina

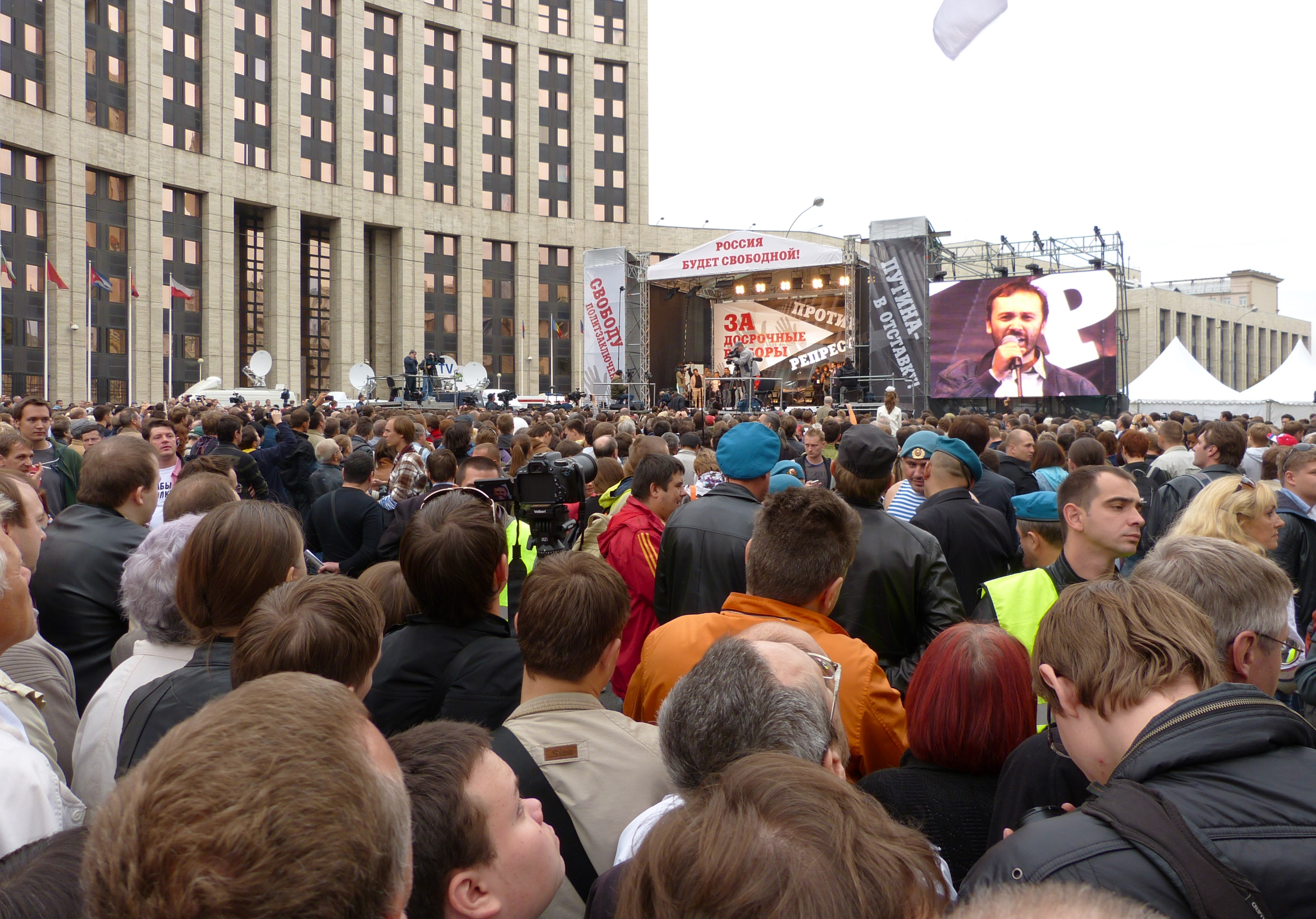
Ilja Ponomarjov v kampani Putin musí odejít, 15. září 2012

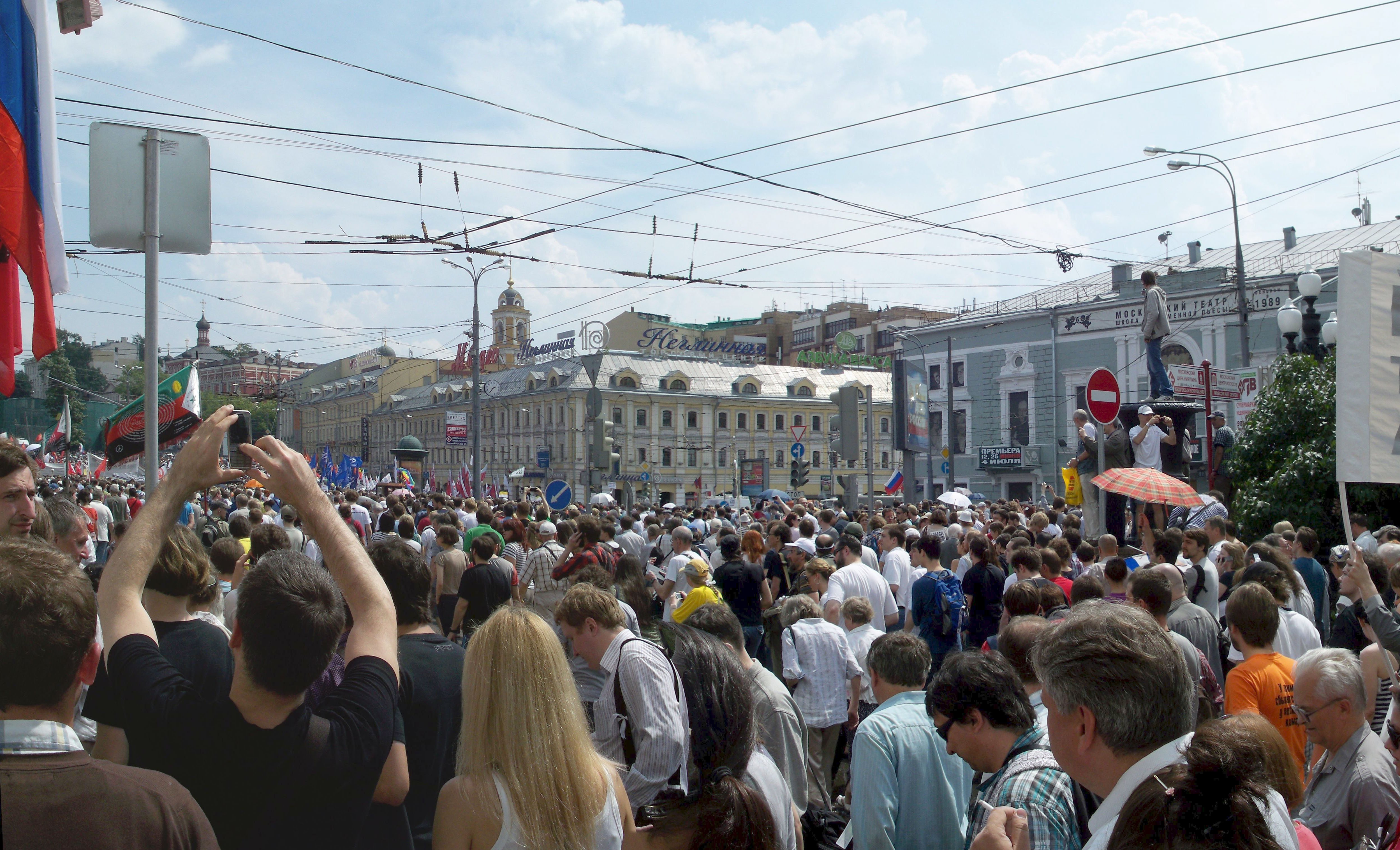
Moskevská demonstrace proti třetímu prezidentskému období Vladimira Putina, 12. června 2012

Během politického období spojeného s osobou Vladimira Putina se objevily protivládní kampaně a iniciativy kritizující jeho politiku. Kampaň Pochod nesouhlasících z let 2006 až 2008 kritizovala například změny v ústavě, kampaň Putin musí odejít kritizuje obecně celý koncept demokracie vedené jednou osobou. Proti politice Vladimira Putina aktivně vystupoval do své smrti v roce 2024 právník Alexej Navalnyj. Rusko vede uvnitř země i v zahraničí mezinárodní informační kampaň, kterou se snaží podpořit svoje cíle a svůj úhel pohledu.
Vůdce exilové opozice Garry Kasparov byl v říjnu 2016 přesvědčen, že dnešní Rusko je diktaturou jednoho muže, který vyvolává rasistickou fašistickou ideologii, útočí na sousední země, anektuje území, může zabíjet oponenty a který dokonce zahájil genocidu krymských Tatarů. Snaží se vytvořit iluzi silného státu, který dokáže porazit kohokoliv, včetně amerického prezidenta, jen aby skryl to, že jeho režim začíná ztrácet sílu.
Kritici viní Putinův režim utlačování svobody projevu, zákony omezující opoziční strany a odmítání jejich registrace na Ministerstvu spravedlnosti, cenzuru v hlavních masmédiích a naopak propagandu v těch státních. Například podle historika a liberálního politika Vladimíra Ryžkova bylo za poslední čtyři roky (2007–2011) z totožných "formálních důvodů" odmítnuto všech 9 politických stran napříč politickým spektrem.

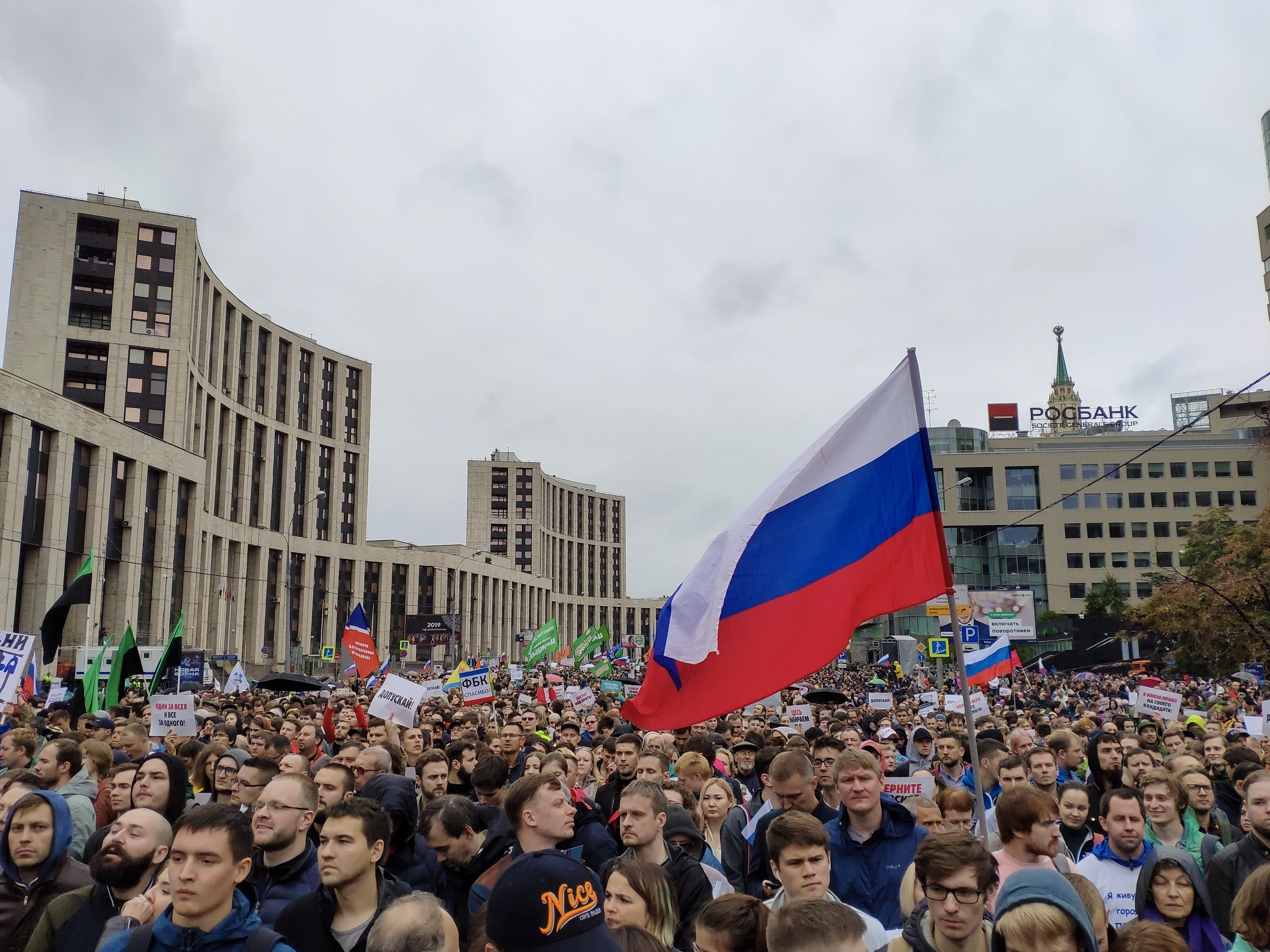
Demonstrace požadující, aby mohli v regionálních volbách v Moskvě kandidovat opoziční politici, 10. srpna 2019

Velkým tématem je také svoboda projevu. Podle pozorovatelů z World Freedom Index je Rusko, podobně jako Čína, blíže autoritářskému, nežli demokratickému režimu. (Freedom Index do svého porovnání zahrnuje politická a občanská práva a svobody).
Reportéři se shodli na tom, že v parlamentních volbách 2016 sice měli občané lepší možnost ovlivnit výsledky voleb (než ve volbách dřívějších), nicméně i podle nezávislého monitorovacího střediska Golos je jejich počet stále vysoký. Předsedkyně ruské ústřední volební komise Ella Pamfilova původně tvrdila, že není důvod anulovat výsledky, po uzavření volebních místností ale uznala, že hlasování nebylo zcela v pořádku a v některých volebních místnostech se potvrdily zprávy o podvodech. Během dne tak přece došlo ke zrušení voleb v několika okrscích, kde byly kamerami dosvědčeny manipulace.
Volby nebyly uznány kvůli podvodům ve třech okrscích v Nižněnovgorodské, Rostovské a Bělgorodské oblasti. Organizace pro bezpečnost a spolupráci v Evropě uvedla, že byly volby poznamenané mnoha nesrovnalostmi a voliči neměli dostatek volebních možností.
Rusové na znamení nesouhlasu s manipulováním voleb nosili bílé stuhy po vzoru Oranžové revoluce na Ukrajině, revoluce růží v Gruzii, a tulipánové revoluce v Kyrgyzstánu.
Putin a jeho politika jsou populární zejména mezi starší generací Rusů, zatímco mezi mladšími Rusy má nižší podporu. V lednu 2019 byla Putinova popularita mezi mladými Rusy na úrovni 32 %. V prosinci 2020 vyjádřilo Putinovi podporu pouze 20 % Rusů ve věku 18–24 let.

### Aktivity proti opozici

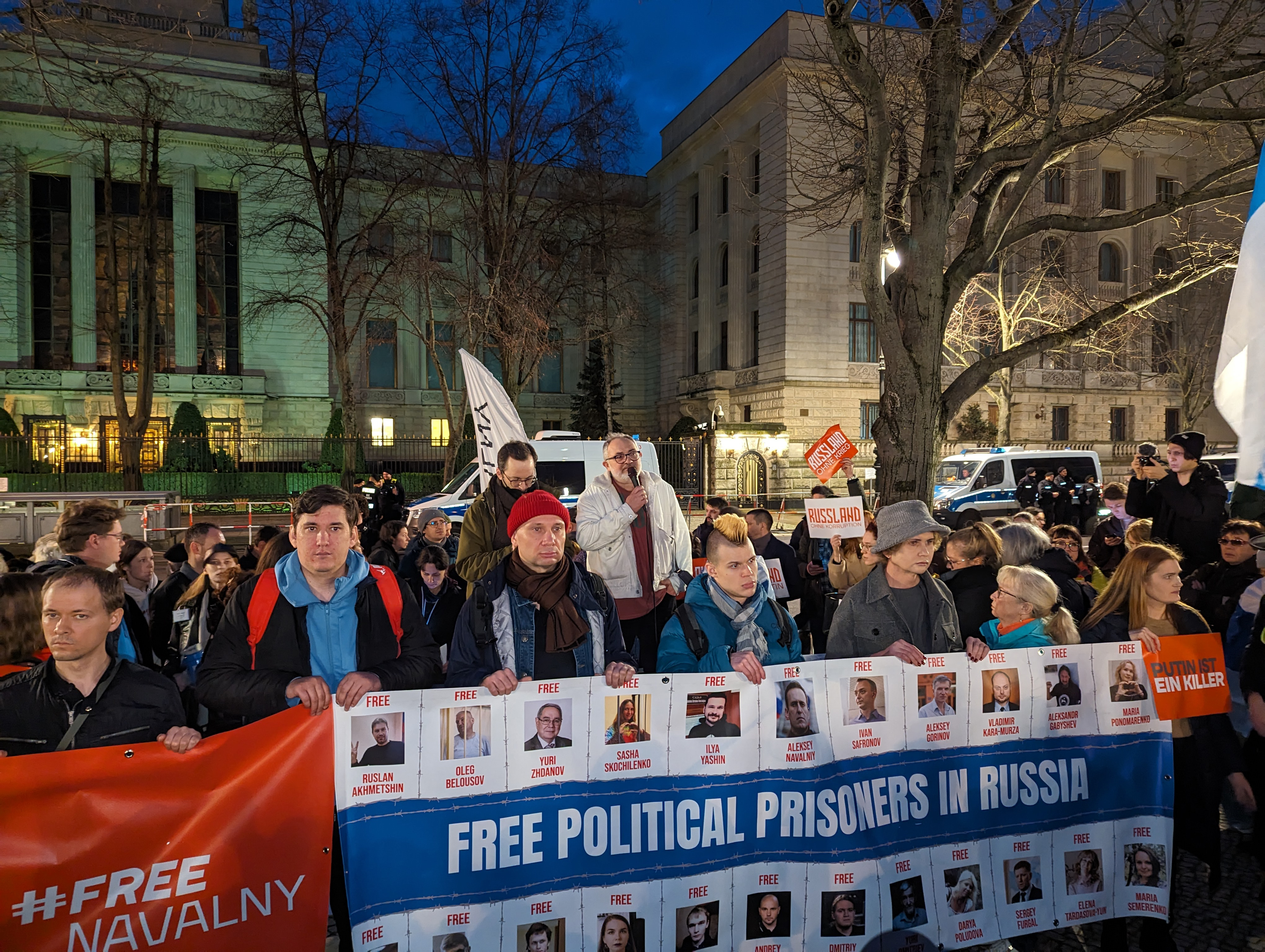
Protest proti věznění Alexeje Navalného a dalších politických vězňů v Rusku, Berlín, únor 2024

Za výtržnictví v pravoslavném chrámu motivované náboženskou nenávistí byly vězněny členky skupiny Pussy Riot, které zahrály na neohlášené nepovolené akci v katedrále Krista Spasitele píseň „Bohorodičko, vyžeň Putina.“ Tuto skupinu také podpořil se zašitými ústy ruský umělec a kritik režimu Pjotr Pavlenskij.
Ochranou lidských práv se v Rusku zabývá několik neziskových organizací, z nichž nejznámější je Memorial. Toto hnutí v minulosti například vystupovalo proti zadržování opozičních aktivistů během demonstrací proti tehdejšímu premiérovi Vladimirovi Putinovi. V roce 2015 podalo ruské ministerstvo spravedlnosti návrh na jeho zrušení kvůli porušování zákonů včetně ústavy, ale Nejvyšší soud žádost zamítl. V listopadu 2016 moskevské úřady na několik dní zapečetili sídlo pobočky organizace Amnesty International, která mimo jiné kritizuje Rusko za porušování lidských práv při jeho náletech v Sýrii. Jako důvod bylo uvedeno pozdní placení nájemného, což organizace rozhodně odmítla. Podle regionálního ředitele organizace pro Evropu to může mít souvislost s omezováním občanské společnosti v Rusku v posledních letech, ale také s byrokratickým zmatkem nebo s nějakým jiným zájmem v rámci města.
Mezi aktivisty, kteří během svého působení proti vládě zemřeli a u jejichž smrti se někdy spekuluje o možném politickém motivu, patří Boris Němcov, novinářka opozičního deníku Novaja gazeta Anna Politkovská, ve vězení zavražděný právník Sergej Magnitskij, nebo Alexandr Litviněnko. Od doby smrti Politkovské se podle mínění redaktorů České televize prostor pro nezávislá média v Rusku ještě zmenšil a novináři se obávají represí.

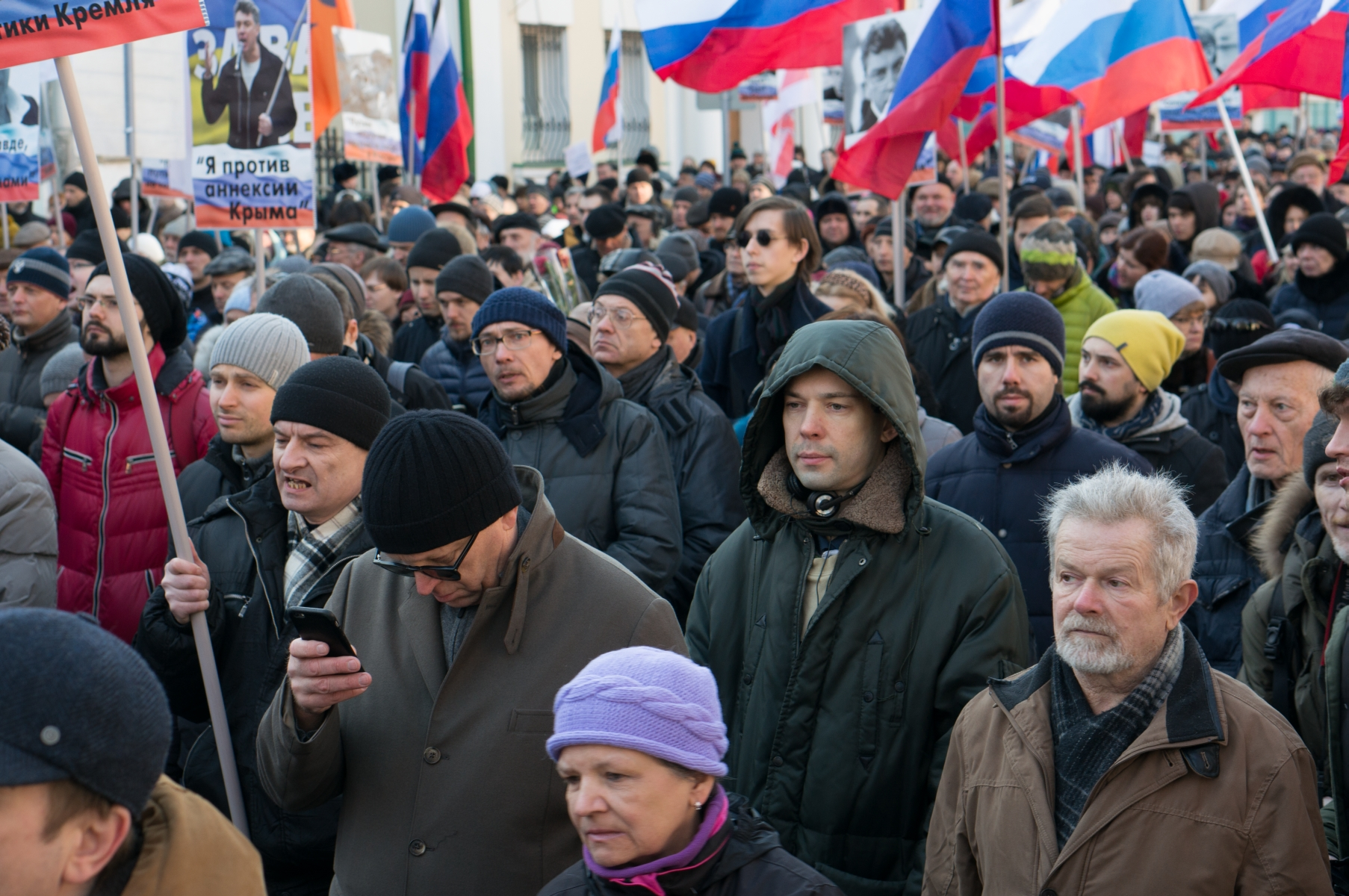
Smuteční průvod na památku Borise Němcova v Moskvě, 27. února 2016

Podle hnutí Memorial bylo v zemi v roce 2015 asi 50 politických vězňů, o rok později už 102 a do Komise pro veřejný dohled byli dosazeni lidi státních silových složek.
Dne 4. března 2022 podepsal ruský prezident Vladimir Putin zákon o trestní odpovědnosti za šíření „nepravdivých informací“ o ruských ozbrojených silách, který postihuje šíření nepravdivých informací pokutou až 1,5 milionů rubů nebo třemi roky vězení, a jejich vytváření až 15 lety vězení. Co je nepravdivá informace stanovuje ruská vláda. Moskevský zastupitel Alexej Gorinov, který byl odsouzen k sedmi letům věznění, protože 15. března na jednání zastupitelstva kritizoval ruskou invazi na Ukrajinu a vyzval k jejímu zastavení, se stal prvním Rusem, který byl stíhán na základě březnového zákona proti šíření „nepravdivých informací“. Podle organizace Human Rights Watch se jednalo o „evidentně politicky motivovaný rozsudek, jehož cílem bylo zastrašit a umlčet veřejnost.“ Kvůli kritice války na Ukrajině bylo ke konci roku 2022 trestně stíháno na základě zákona o šíření „nepravdivých informací“ několik tisíc Rusů, například opoziční politik Ilja Jašin, rockový zpěvák Jurij Ševčuk, výtvarnice Alexandra Skočilenková, novinář Alexandr Něvzorov, herec Artur Smoljaninov nebo novinář a politik Vladimir Kara-Murza.

## Podpora ruské opozice v zahraničí
Václav Havel, který v 90. letech podporoval režim prezidenta Jelcina (včetně událostí roku 1993), se po roce 2000 postavil na stranu některých opozičních skupin a začal varovat před autoritářskými tendencemi nových ruských vládců a nedodržováním lidských práv. Havlovy portréty se tak objevují například na protivládních demonstracích. Mezi úzkou skupinou lidí z opozice jsou známa také jeho absurdní dramata.

## Potírání opozice ruskými úřady

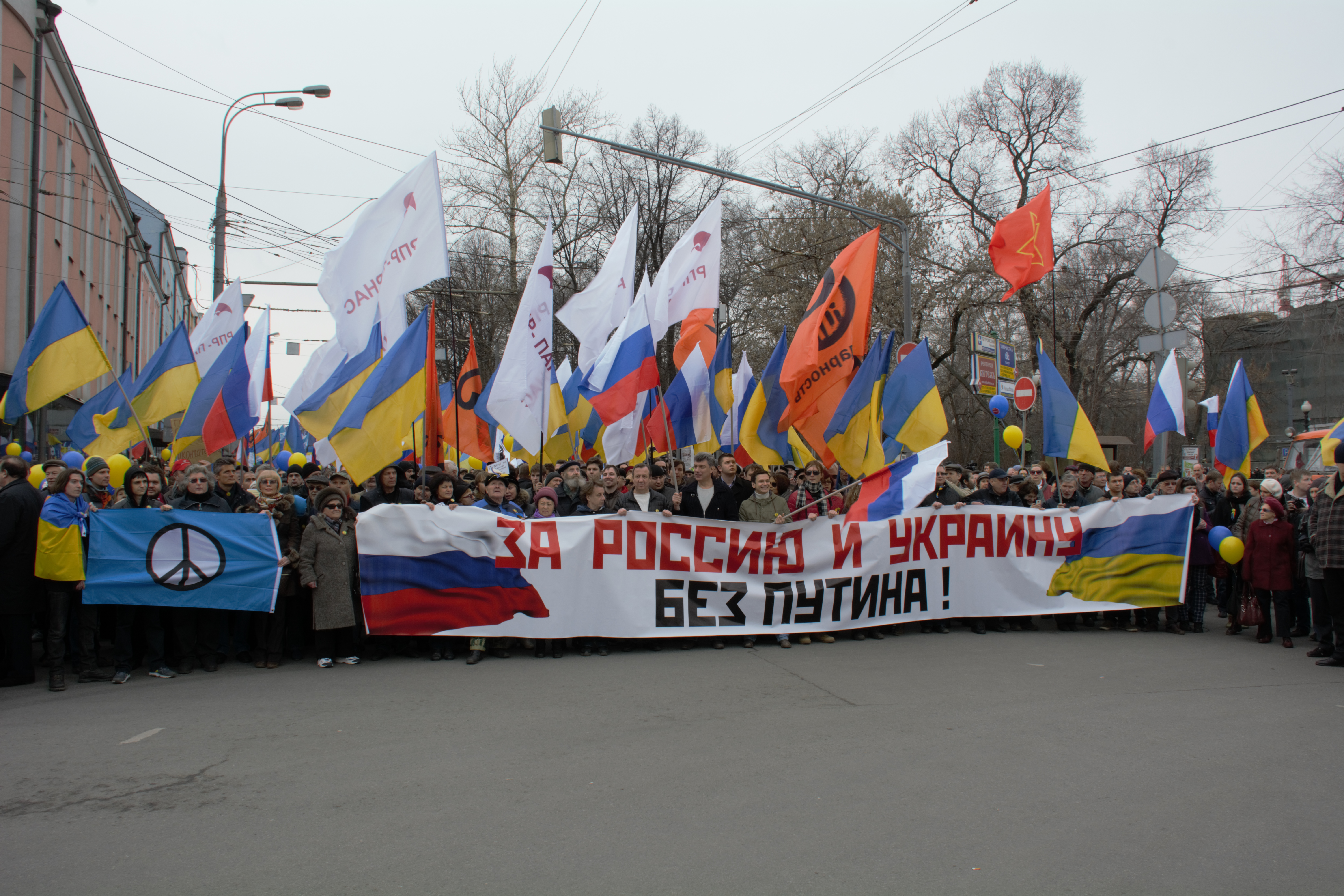
Boris Němcov a Ilja Jašin v čele protestu proti ruské anexi Krymu, Moskva, 15. března 2014

Rusko začalo v květnu 2021, před parlamentními volbami, tvrdě potlačovat aktivity kritické vůči Kremlu. Součástí tohoto tažení byl i návrh zákona zakazujícího být zvolent poslancem pro členy organizací, které byly prohlášeny režimem jako extremistické či teroristické. Návrh byl zaměřen především proti hnutí kolem uvězněného opozičníka Alexeje Navalného, které dokázalo zorganizovat v Rusku sérii protestů. Tomuto hnutí vyjádřilo podporu i proevropské hnutí Otevřené Rusko zakladatele Michaila Chodorkovského, které úřady v roce 2017 označily za „nežádoucí“ a zakázaly mu tak prakticky jeho činnost. Potom ale vznikla právně jiná skupina se stejným názvem, která pokračovala v činnosti. V květnu 2021 ale oznámilo v důsledku nového návrhu zákona ukončení činnosti z důvodu hrozby trestního stíhání a uvěznění jeho členů.

## Osobnosti ruské opozice
- Lija Achedžakova
- Marija Aljochinová
- Maria Baronová (rusky Мария Николаевна Баронова)
- Jevgenija Čiriková (rusky Евге́ния Серге́евна Чи́рикова)
- Igor Girkin
- Alexej Gorinov
- Pavel Grudinin
- Michail Chodorkovskij
- Ilja Jašin
- Vladimir Kara-Murza (rusky Влади́мир Влади́мирович Кара́-Мурза́)
- Michail Kasjanov
- Garri Kasparov
- Nikolaj Vladimirovič Levičev
- Olga Liová
- Boris Naděždin
- Ilja Ponomarjov
- Lev Ponomarjov
- Vladislav Rjazancev (rusky Владисла́в Ю́рьевич Ряза́нцев)
- Vladimir Ryžkov
- Jekatěrina Samucevičová (rusky Екатери́на Станисла́вовна Самуце́вич)
- Ljubov Sobolová
- Jurij Ševčuk (rusky Юрий Юлианович Шевчук)
- Lev Šlosberg
- Naděžda Tolokonnikovová
- Sergej Udalcov (rusky Сергей Станиславович Удальцов)
- Michail Vistickij (rusky Михаил Вистицкий)
- Gennadij Zjuganov

### V minulosti
- Alexej Navalnyj (1976–2024), zemřel ve vězeňském táboře
- Eduard Limonov (1943–2020)
- Ljudmila Alexejevová (1927–2018)
- Boris Němcov (1959–2015), zastřelen
- Valeria Novodvorská (1950–2014)